# Sharon Maas
Sharon Maas (Georgetown, Guyana; 1951) es una escritora de novelas guyanesa. Educada en Inglaterra, vivió en India y, posteriormente, en Sussex (Reino Unido) y Alemania.

## Biografía
Maas nació en Georgetown, capital de Guyana, en el seno de una familia de ascendencia mixta (neerlandesa, amerindia y afrocaribeña) con fuertes compromisos políticos. Su madre fue una de las primeras feministas, activista en favor de los derechos humanos y defensora de los consumidores que hubo en Guyana; su padre fue secretario de prensa del que fuera líder marxista de la oposición y, más tarde, presidente de Guyana,  Cheddi Jagan.
Estudió en Guyana e Inglaterra. Cuando acabó sus estudios, trabajó como aprendiz de reportera en Guyana Graphic en Georgetown, Guyana. Más tarde, entró como periodista en plantilla del Sunday Chronicle, para el que escribió artículos de fondo.
Durante 1971 y 1972, Maas recorrió Brasil, Perú, Ecuador y Colombia. Sus artículos de viaje fueron publicados en el Chronicle. En 1973 viajó por tierra a India, vía Inglaterra, Turquía, Irán, Afganistán y Pakistán. Tras dos años de estancia en India, se trasladó a Alemania.  Ahora vive a caballo entre Inglaterra y Alemania, con su marido y sus dos hijos.
Ha escrito cinco novelas: En edad de merecer (Of Marriageable Age), La danza del pavo real (Peacocks Dancing), The Speech of Angels, Sons of Gods y The Small Fortune of Dorothea Q. Sus tres primeras novelas se centran esencialmente en la experiencia de sus respectivos protagonistas cuando llegan a la edad adulta y la lucha que llevan a cabo para encontrar una identidad propia y un lugar en el mundo (novela de aprendizaje o Bildungsroman), y se sitúan principalmente en la India y Guyana, aunque también aparecen otros países, especialmente Gran Bretaña y Alemania. Su cuarto libro, Los hijos de los dioses,  es una versión del poema épico Mahabharata. En 2014, Sharon Maas firmó un acuerdo con la editorial digital Bookouture, que resultó en la reedición de En edad de merecer, y la publicación de The Small Fortune of Dorothea Q, en enero de 2015. Sus obras se han traducido a varios idiomas, entre ellos alemán, español, francés, danés y polaco.